# Nadia Kroon
Maria Nadia Kroon O.P. (IJmuiden, 1989) is een Nederlands activiste, theologe en rooms-katholiek kloosterling.

## Biografie
Kroon is geboren in een christelijk-gereformeerd gezin. Ze ging regelmatig met het gezin naar de kerk en kreeg daar catechese en bijbelstudie waardoor ze veel belangstelling kreeg voor het geloof. Ze studeerde missionaire theologie aan de Christelijke Hogeschool in Ede en de Vrije Universiteit in Amsterdam. Tijdens haar studie werkte ze bij het diaconaal inloophuis in Soest. Kroon raakte gefascineerd door het rooms-katholieke kloosterleven en besloot in te treden bij de Augustinessen van Sint Monica. In de vormingsperiode kwam zij terug van dit besluit en verliet het klooster Casella in Hilversum waar ze verbleef. Toen ze 28 jaar oud was trad ze, ondertussen toegetreden tot de Rooms-Katholieke Kerk, in bij de Dominicanessen van Neerbosch. In 2022 legde ze haar tijdelijke professie af.

## Activisme
Kroon positioneert zich duidelijk aan de linkerflank van de Rooms-Katholieke Kerk, omdat zij tot de conclusie kwam dat deze haar dogmatische leer op fundamentele wijze moet herzien. Zo vindt zij dat haar kerk vrouwen moet wijden tot priester en begrijpt ze niet waarom dat niet kan. Ook is ze voorstander van het inzegenen van homoverbintenissen en het kerkelijk accepteren van gendertransities. Aanvankelijk toonde ze zich een groot voorstander van de kerkelijke en maatschappelijke dialoog, maar mettertijd ging ze meer voelen voor politiek en sociaal activisme, zoals het veelvuldig deelnemen aan demonstraties, om haar maatschappelijke doeleinden te bereiken.  
Vanwege haar activisme en het feit dat ze een veelgevraagd spreker was over bovengenoemde onderwerpen,  riep het Nederlands Dagblad haar in 2025 uit tot een van de vijf meest invloedrijke katholieke influencers op social media. 

## Publicaties
- (2020) Non in de bus
- (2020) Kijken en luisteren naar Jezus, samen met Jos Douma

- International Standard Name Identifier: 0000 0004 9416 1269
- Library of Congress Control Number: no2020140207
- Nederlandse Thesaurus van Auteursnamen: 430929544
- Virtual International Authority File: 23160725575110180210